# 山田泉 (教育者)
山田 泉（やまだ いずみ、1959年3月28日 - 2008年11月21日）は、大分県豊後高田市出身の養護教諭。旧姓は土谷。　　

## 来歴
生家は和菓子店を営んでいた。1979年から養護教諭として大分県内の小中学校に勤務していた。
豊後高田市立田染中学校に勤務していた2000年2月、乳がんを発症し、休職して手術を受けた。2002年4月に復職し、自らの体験をもとに「いのちの授業」に取り組んだ。
しかし、2005年11月にがんが再発。再び手術を受けるために、休職。2006年10月に復職したが、体力的限界から2007年3月退職した。退職後も、全国各地の学校に招かれ講演会などを続けていたが、2008年11月21日に大分市内の病院で死去した。49歳だった。

## 著書
- おおいた乳がん患者の会「オードリーの会」編『ひとりぼっちじゃないよ:はじめての乳がんを生きるための知識とこころ』（木星舎,2004年）ISBN 4901483145
- 『「いのちの授業」をもう一度：がんと向き合い、いのちを語り続けて』（高文研,2007年）ISBN    	 9784874983843
- 『いのちの恩返し:がんと向き合った「いのちの授業」の日々』（高文研,2008年）ISBN 9784874984017